# اشباخ (راین-لان)
اشباخ (راین-لان) (به آلمانی: Eschbach) یک شهر در آلمان است که در Verbandsgemeinde Nastätten واقع شده‌است.